# نباید بهت می‌گفتمش
«نباید بهت می‌گفتمش» (به انگلیسی: Shouldn't a Told You That) آلبومی از دیکسی چیکس است که در سال ۱۹۹۳ میلادی منتشر شد.